# Cyaniris anticoobsoleta
Cyaniris anticoobsoleta är en fjärilsart som beskrevs av Tutt 1909. Cyaniris anticoobsoleta ingår i släktet Cyaniris och familjen juvelvingar. Inga underarter finns listade i Catalogue of Life.